# Anopheles evansae
Anopheles evansae é um mosquito pertencente ao género Anopheles, raramente encontrado com infecção pelo plasmódio da malária. 
An. evansae é uma espécie de ampla distribuição neotropical. Embora tenha hábitos essencialmente silvestres e zoofílicos, preferindo picar animais fora da habitação humana, esse mosquito pode desempenhar papel vetorial secundário, posto que já foram encontrados exemplares desta espécie  albergando oocistos (ovos) no estômago. Em Buriticupu, na Amazônia Maranhense, por exemplo,  An. evansae foi a segunda espécie mais abundante, tanto fora como dentro das habitações. Portanto, naquela região, An. evansae pode funcionar como vetor secundário da malária humana.